# 胡平 (作家)

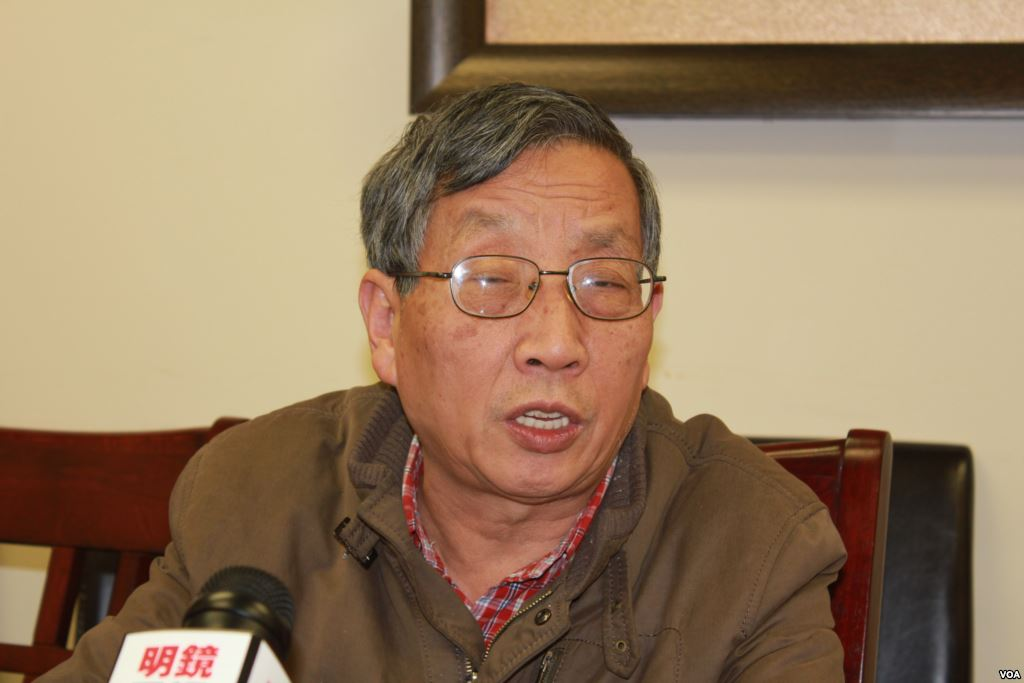
胡平

胡平（1947年8月19日—），生于中国北京，现居美国纽约，《北京之春》杂志主编，中华人民共和国持不同政见者。

## 经验
胡平七岁随母亲到四川成都。1966年高中毕业，适逢文革，参加文革两年半，曾自办小报转载遇罗克文章；1969年下乡，于渡口市（现名攀枝花市）郊区插队五年。1973年底返回成都，又当了五年临时工。1978年秋考入北京大学哲学系研究生班，主修西方哲学史，获哲学硕士学位。
1979年投入西单民主墙运动，于民间刊物《沃土》上发表长文《论言论自由》。1980年参加地方人大代表选举，当选为北京大学海淀区人大代表。他毕业后两年未分配工作，1983年分到北京出版社，1985年转至北京市社会科学院，1987年1月赴美国哈佛大学攻读博士。1988—1991年当选中国民主团结联盟主席，先後在《中国之春》和《北京之春》杂志主持笔政。2008年3月，《北京之春》4月号上，胡平与王丹、杨建利、郭罗基、陳一諮、吾尔开希、张伟国、刘刚、陈小平、吴仁华、刘念春、傅申奇、易改、蔡桂华、魏泉宝、王军涛十六人联名，向中国外交部发出公开信。要求政府依照宪法和法律，以及对国际社会的义务，恢复或者延期他们的中国护照，可以自由进出国境、行使公民权利。
2015年，現任《北京之春》榮譽主編、中国人权执行理事、独立中文笔会荣誉理事。

## 家庭

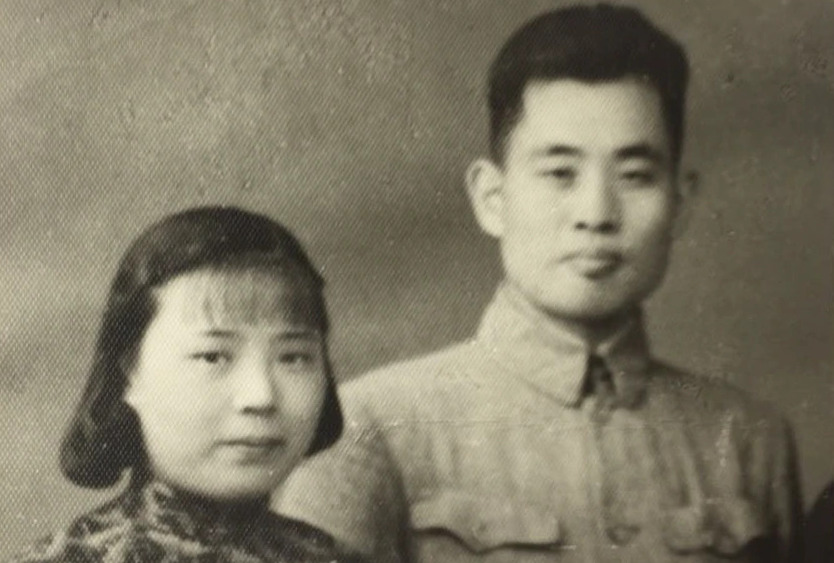
胡平父母（摄于1939年）

- 前妻李宛：與胡平育有一子，现居北京。
- 第二任妻子王艾：与胡平育有一女。

## 主要著作
- 论言论自由（1975第一稿，1976第二稿，1977第三稿，1979第四稿，1980第五稿）
- 我国经济改革的哲学探讨（1985）
- 哲思手札（1988）
- 给我一个支点（1988）
- 在理想与现实之间（1990）
- 中国民运反思（1992）
- 从自由出发（1994）
- 一面之词（1998）
- 人的驯化、躲避与反叛（1999）
- 犬儒病（2005）
- 法轮功现象（2005）
- 数人头胜过砍人头（2006）
- 毛泽东为什么发动文化大革命（2016）
- 要得公道，打个颠倒（2021）
- 新冠肺炎浩劫（2024）